# فريق جبهة التحرير الوطني لكرة القدم
فريق جبهة التحرير الوطني لكرة القدم (والمعروف أيضا بالفرنسية Onze de l’indépendance‏) هو فريق كرة قدم أنشأته جبهة التحرير الوطني الجزائرية في الوقت الذي كانت تقود نضال الجزائريين من أجل استقلال بلادهم عن فرنسا. تأسس الفريق بتاريخ 13 أبريل سنة 1958، وكان الهدف الرئيسي من وراء تأسيسه رفع الروح المعنوية في صفوف الجزائريين المناهضين للاحتلال الفرنسي. كما عبرت مشاركة لاعبي كرة القدم الجزائريين عن اهتمامهم بقضية بلادهم كباقي الجزائريين، أمام الشعب الفرنسي. شكل فريق كرة القدم بذلك سفيرا للقضية الجزائرية لنشرها عالميا وتعزيز الدعم الدولي لها. اختار لاعبو الفريق، الذي تشكل في 13 أبريل/نيسان 1958، النضال والتعريف بالقضية الجزائرية من خلال مباريات كرة القدم خاضوها حول العالم. لعب الفريق خلال الثورة الجزائرية (1958-1962) حوالي 80 مباراة في أوروبا الشرقية وآسيا وإفريقيا، وكانت ناجحة جدا رياضيا.
تألف الفريق من لاعبين كانوا منتمين لفرق فرنسية محترفة تتنافس في الدوري الفرنسي الدرجة الأولى وبعض الفرق من شمال إفريقيا. تمكنت فرنسا بسهولة فائقة من كبح الاعتراف الدولي بهذا الفريق الجديد من خلال منظمة الفيفا، وحالت دون هذا الأمر لسنوات طويلة، لكن على الرغم من ذلك استمرّ الفريق يلعب مبارياته أمام فرق عالمية وإقليمية. بعد أن حصلت الجزائر على استقلالها، عمل لاعبو فريق جبهة التحرير كمدربين ولاعبين ومسؤولين في اتحاد كرة القدم الجزائري الذي تأسس في عام 1963، بينما عادت أقلية منهم إلى الدوري المحترف الفرنسي. بسبب هذه الاستمرارية، يعتبر كل الجزائريين «فريق جبهة التحرير الوطني» السلف التاريخي لمنتخب الجزائر لكرة القدم الملقب «ثعالب الصحراء».

## الظروف

### الظرف التاريخي
طيلة أزيد من قرن (1830 - 1962) خضعت الجزائر إلى احتلال فرنسي استيطاني. وضع مقدرات البلاد وخيراتها في أيدي مستوطنين جاؤوا من فرنسا وإيطاليا وإسبانيا ودول أخرى فيما حرم الجزائريون من أبسط الحقوق المدنية والسياسية وحتى الإنسانية. المستعمر عمل على محو شخصية الجزائري وأصوله وثوابته باستبدالها بأخرى فرنسية. حتى أنه ألحق الجزائر بفرنسا كجزء من أراضيها وسمى بها أربع محافظات فرنسية واستفرد المعمرون أو «الأقدام السوداء» بإدارة البلاد.
من أجل رفع الظلم عن أنفسهم، وفي غياب نتائج ملموسة للعمل السياسي، لجأ الجزائريون لإشعال ثورة تحريرية اندلعت في الفاتح من نوفمبر 1954 وانتهت باستقلال البلاد في يوليو 1962. قاد الثورة الجزائرية تنظيم جديد هو جبهة التحرير الوطني والذي جمع بين النضال المسلح والسياسي إضافة لمجالات أخرى كالعمل النقابي والنشاطات الشبانية وأبرزها الرياضة.
نشأة فريق جبهة التحرير الوطني لكرة القدم جاءت في وقت سعت فيه الجبهة لجلب الانتباه الدولي للقضية الجزائرية وتعاطفهم بعدة طرق كانت إحداها إنشاء فريق لكرة القدم.
أثناء فترة الاحتلال ظهرت العديد من الفرق والأندية الرياضية كانت لكرة القدم نصيب الأسد منها. توزعت هاته الفرق على 3 رابطات وكان يتم تشكيل فريق من أحسن اللاعبين شمال إفريقيا على أن مشاركاته تنحصر على الداخل فقط.
الهزيمة العسكرية لفرنسا في فيتنام (1954) واستقلال المغرب وتونس إضافة إلى أزمة السويس (1956)، كل هذا سرع في نهاية الجمهورية الرابعة الفرنسية بانتخاب شارل ديغول رئيسا للوزراء مع «صلاحيات استثنائية» في 1 يونيو 1958. في نهاية عام 1958، فشل مشروع قرار للأمم المتحدة لصالح استقلال الجزائر في الحصول على غالبية الثلثين المطلوبة (بعد أن صوت 35 بنعم و18 بلا وامتنع 28 عضوا عن التصويت)، وبعد ذلك بعامين، عرض المشروع مجددا ولقي إقرارا (بعد أن صوت 63 بنعم و8 بلا وامتنع 27). الأمر الذي دفع بديغول في سبتمبر 1959 لتقديم وعد بمنح الجزائريين حق تقرير مصيرهم. وفي يونيو 1960، بدأت مفاوضات بين ممثلي الحكومة الجزائرية المؤقتة والسلطات الفرنسية كان من نتائجها اتفاقيات إيفيان رغم المعارضة الشديدة للمستوطنين والتي وصلت حد الاقتتال والعصيان المدني.
| الموسم  | عدد الجزائريين المحترفين في النوادي الفرنسية | القادمون الجدد |
| ------- | -------------------------------------------- | -------------- |
| 1947/48 | 15                                           | 0              |
| 1949/50 | 16                                           | 02             |
| 1955/56 | 19                                           | 03             |
| 1956/57 | 32                                           | 15             |
| 1957/58 | 33                                           | 07             |
| 1958/59 | 19                                           | 07             |
| 1960/61 | 15                                           | 03             |
| 1961/62 | 12                                           | 03             |
| 1964/65 | 09                                           | 01             |
| 1969/70 | 07                                           | 01             |

مع بدء سريان اتفاقيات إيفيان وظهور نتائج إيجابية لاستفتاء تحديد المصير في فرنسا (8 أبريل 1962، 91% نعم) وفي الجزائر (3 يوليو 1962، 99.7% لصالح الاستقلال) انتهت الهيمنة الفرنسية. وهو التاريخ ذاته الذي شهد حل فريق جبهة التحرير الوطني لكرة القدم ليحل محله المنتخب الجزائري والذي لعب في يناير 1963 أول مباراة رسمية دولية تحت قيادة الاتحاد الجزائري لكرة القدم في إطار تصفيات كأس العالم.

### الظرف الرياضي
في الثلث الأول من القرن العشرين، كانت كرة القدم هي الرياضة المفضلة من للجزائريين، وليس فقط عند المهاجرين في أوروبا، ولكن بين السكان المحليين. وفي عام 1934، على سبيل المثال، كان في بعض المقاطعات الفرنسية في الجزائر، أكثر من اللاعب مسجل في منطقة باريس. منذ الحرب العالمية الثانية، ضمت النوادي المحترفة الفرنسية إليها العديد من لاعبي شمال أفريقيا، ما سمح لهؤلاء بتحسين أوضاعهم المعيشية. كان نادي أولمبيك مارسيليا الأكثر استقبالا. حيث ضم في ثلاثينات القرن الماضي في صفوفه لاعبين من المستعمرات الفرنسية مثل جوزيف ألكازار، إيمانويل أثنار، وعبد القادر بن بوعلي، وماريو زاتيلي. استفادة من عدم خضوع ضم لاعبي شمال أفريقيا للحد المفروض بلاعبين اثنين فقط من الإمبراطورية الاستعمارية الفرنسية، باعتبار لاعبي شمال أفريقيا من الرعايا الفرنسيين. وعلى العموم، رغم مضاهاتهم لمهارات الفرنسيين، إلا أن لاعبي شمال أفريقيا كانوا الأقل أجرا.
تعتبر المباراة التاريخية والمرجعية لفريق شمال أفريقيا هي تلك التي جرت في 7 أكتوبر 1954 بملعب حديقة الأمراء. وقد كان لقاء وديا لفائدة ضحايا الزلزال الذي ضرب منطقة "أورليانزفيل" (الشلف حاليا)، بالجزائر، في سبتمبر 1954. جمعت المباراة فريق شمال أفريقيا بفريق فرنسا «غير الرسمي»، وضم فريق شمال أفريقيا أفضل لاعبي شمال أفريقيا في النوادي المحترفة التي تنشط في البطولة الفرنسية الدرجة الأولى. شكلت نتيجة المباراة مفاجأة للجميع، حيث تغلب فريق شمال أفريقيا بقيادة بن بارك العربي على منتخب فرنسا بنتيجة 3-2. كما سجل التاريخ إقصاء فريق الشبيبة الرياضية للأبيار (SCU El Biar) لفريق ستاد دو ريمس (نائب حامل كأس الأندية البطلة حينها) في تصفيات كأس فرنسا في عام 1957 ووصوله لدور الثمانية من المسابقة. كان كل هذا دليل على وجود مواهب في كرة القدم الجزائرية. في الواقع، من بين الأربعين لاعب مغاربي النشطين في فرنسا بين عامي 1945 و 1955، 23 هم جزائريون. وتزايد العدد في سنتي 1956 و1957 بصورة واضحة ليتراجع بسرعة سنة 1958 (راجع الجدول السابق).

### فريق جيش التحرير الوطني
قبل عام من تشكيل فريق جبهة التحرير الوطني، قرر لاعبان ومدربان جزائريان سابقان تأسيس في تونس، أول منتخب الذي سيمثل الجزائر، وهما أحمد بن الفول وحبيب دراوة. في عام 1956، تم تشكيل الفريق. وفي مايو 1957، تمت الموافقة على الفريق من قبل جبهة التحرير الوطني الجزائرية وقررت أنه سيمثل جيش التحرير الوطني الجزائري حيث كان هناك لاعبون أتوا من ميدان المعارك. تكون الفريق بشكل أساسي من لاعبين هواة يلعبون في الجزائر وتونس. بين مايو 1957 وأبريل 1958 لعب الفريق العديد من المباريات في المغرب والمشرق العربي لدعم قضية الاستقلال. حصل على 42 انتصارًا. وقد ساهم هذا الفريق في ولادة وتشكيل فريق جبهة التحرير الوطني بعد عام من إنشائها.

## نشأة الفريق

### مرحلة التخطيط

بطاقة بريدية صادرة عن بريد الجزائر إحياء للذكرى الخمسون لإنشاء فريق جبهة التحرير الوطني لكرة القدم.

في خريف عام 1957، ووفقا لقرارات مؤتمر الصومام والتي من بينها إنشاء تنظيمات تابعة لجبهة التحرير الوطني، قررت قيادة حزب جبهة التحرير الوطني إنشاء «فريق وطني جزائري» لكرة القدم من أجل نشر قضية استقلال الجزائر بين الدول. من وجهة نظر جبهة التحرير فإنه يمكن استغلال الرياضة كأداة نضال (لما تتمتع به الرياضة من شعبية على المستوى العالمي وخاصة كرة القدم) لبلوغ استقلال البلاد مثلها مثل النشاطات المسلحة والنقابية والطلابية والثقافية. بالنسبة للجبهة، صار ضروري إيجاد تنظيم رياضي يحمل اسمها ويكون سفيرا لها في المحافل الدولية. كل هذا الحراك لإثبات أن هذا الشعب قادر على تحقيق التنمية منفردا، وتوفير المتطلبات الأساسية لمجتمع يسير بعد «انتصار ثورته». إضافة للأمل في أن يكون لهذا الفريق أثر إيجابي على الروح المعنوية للجزائريين. وقصد تشكيل فريق قوي حقا يواجه المنتخبات العالمية، رأى القائمون على المشروع من جبهة التحرير أنه ينبغي تشكيل الفريق من لاعبين محترفين، لمواجهة محاولات فرنسا لإظهار الوحدة الثقافية لمستعمراتها. في بيان لجبهة التحرير مؤرخ بتاريخ 15 أبريل 1958، أشار إلى أهمية وجود فريق قوي على الساحة الدولية لفائدة نشر «هوية وطنية جزائرية». ووصف البيان اللاعبين بأنهم وطنيون مستعدون للتضحية بكل شيء من أجل استقلال بلدهم وأنهم رمز الشجاعة بالنسبة للشباب الجزائري.
مهمة اختيار اللاعبين أسندت لمحمد بومزراق، الذي كان مدير الرابطة الجهوية الجزائرية التابعة للاتحاد الفرنسي لكرة القدم. سياسيا، كلفه محمد علام بتحضير وكتمان سر الفريق طوال مرحلة التخطيط. أمكن لجبهة التحرير ضمان تجنيد عدد كاف من اللاعبين الجزائريين المحترفين في فرنسا، وذلك راجع لدفعهم دوريا «الضريبة الثورية» التي قد تصل إلى 15% من راتب اللاعب. لأسباب أمنية، زار بومزراق شخصيا كل لاعب جزائري محترف مدافع عن القضية الجزائرية ومؤهل للانضمام للفريق. بدأ باتصالات ودية قبل محاولة إقناعهم مع بعض الضغط المعنوي أثناء المحادثة. وفي كل الأحوال فلم يكن الأشخاص ليخشوا من أعمالا انتقامية في حالة الرفض. وهو حال، على سبيل المثال، فيرود قادر وصلاح جبايلي (كلهما من اولمبيك نيم)، أحمد عراب (نادي ليموج) أو ماحي خنان (نادي رين).

### أبريل 1958: في الطريق إلى تونس
في ربيع عام 1958، كان كل شيء جاهز لتقديم الفريق للجمهور وبدء مشواره الكروي، بما في ذلك أمر تنظيم مغادرة سرية للاعبين إلى تونس. اختارت جبهة التحرير الوطني هذا التوقيت لإحداث وقع إعلامي وتأثير نفسي. أما اختيار تونس فيعود لقربها الجغرافي من الجزائر إضافة للمساندة والتعاطف الذين أبداهما رئيسها الحبيب بورقيبة وشعبها. وكانت قد بلغت مسابقة الدوري الفرنسي في أبريل مراحل حاسمة، وكان المنتخب الفرنسي يحضر لنهائيات كأس العالم 1958 في السويد بإجراء مقابلة ودية مع نظيره السويسري في 16 أبريل. وكان كل من مصطفى زيتوني ورشيد مخلوفي ضمن التشكيل الأولية الفرنسية لخوض نهائيات كأس العالم، التي كانت ستنطلق بعد شهرين من تقديم فريق جبهة التحرير. ويذكر أن رشيد مخلوفي نال مع منتخب فرنسا العسكري لكرة القدم كأس العالم للمنتخبات العسكرية في صائفة 1957. بسبب نوايا جبهة التحرير الوطني، طلب زيتوني أن يتم تقديم الفريق بعد كأس العالم.
في 8 أبريل 1958 أخطر بومزراق جميع اللاعبين بتوقيت رحيلهم إلى تونس، مقر الحكومة المؤقتة الجزائرية، حيث سيتم تقديم فريق جبهة التحرير للجمهور. وقدم لهم نصائح حول خطط السفر والسلوكيات الفردية، لا سيما على الحدود ومع ضباط الشرطة ومسؤولي الحدود الفرنسيين. في 13 أو 14 أبريل غادر 12 لاعب كرة القدم جزائري نواديهم في فرنسا. اللاعبون هم العريبي، بخلوفي، طيفور بن بوبكر، بوشوك، شابري الإبراهيمي، كرمالي، معوش، مخلوفي، رواي، زيتوني وقد غادروا نواديهم ومقر إقامتهم سرا في مجموعات صغيرة وفردى في بعض الأحيان، سرا بهم الإقامة وناديهم في فرنسا. وسافر اللاعبون إلى نقطة التقائهم التي تم الاتفاق عليها مع بومزراق وهي روما، مجموعة بالقطار مباشرة إلى إيطاليا ومجموعة ثانية بسيارة خاصة عبر سويسرا. واجهت حسان شبري ومحمد معوش عند الحدود السويسرية بسبب محاولة الاستخبارات الفرنسية منعهم من المغادرة لغاية 20 أبريل.
أراد معوش لقاء مجموعة سويسرا في لوزان، ولكن كونه لا يزال يخدم في الجيش الفرنسي، وخوفا من بقاءه مدة طويلة على الحدود قرر الرجوع قبل الإعلان عن أسماء اللاعبين الفارين والقبض عليه ومحاكمته عسكريا.> ألقي القبض على شبري في منتون على الحدود مع إيطاليا، حيث أخضعه ضباط فرنسيون للاستجواب. وكان الجزائريون في ذلك الوقت مشبوهون بنقل الأسلحة أو المبالغ المالية لدعم جبهة التحرير الوطني. فأخفى معوش السبب الحقيقي لعبور الحدود، ولكنه لم يعط الشرطة تفسيرا مقنعا فاقتيد إلى مرسيليا وحبس هناك، وتم لاحقا محاكمته بتهمة «المساس بأمن الدولة» (بالفرنسية: Atteinte à la sûreté de l’État) وأدين. قضى مدة عقوبته في معسكر اعتقال بالقرب من الجزائر العاصمة.
وصل اللاعبون الآخرون في الوقت المحدد إلى تونس، واستقبلهم فرحات عباس رئيس الوزراء المؤقت والحبيب بورقيبة رئيس جمهورية تونس، وقدم بذلك الفريق للصحافة. ونجحت التغطية الإعلامية للحدث حسب ما خطط له قادة الجبهة. وعنونة جريدة ليكيب (بالفرنسية: L'Équipe) عددها بجملة: «اختفاء 9 لاعبين جزائريين» (بالفرنسية: Neuf footballeurs algériens portés disparus). أما مجلة فرانس فوتبول فتعرضت للموضوع بعد 4 أيام من الحدث. ثار جدل في الساحة الفرنسية حول الموضوع وأعلنت النوادي التي فقدت لاعبيها عن فسخ عقودهم. وكان رد الاتحاد الفرنسي من خلال بيان أهم ما جاء فيه:
ارتفعت أصوات الكثير من من تعاطف مع حركة لاعبي جبهة التحرير، مثل ريموند كوبا وجاست فونتين وروجر بياتوني الذين أرسلوا من السويد بطاقة بريدية لمساندة مصطفى زيتوني.

## الجولة الدولية

### البداية
في تونس، بدأ الفريق مباشرة في ممارسة التمارين الرياضية بانتظام تحت إشراف محمد بومزراق ومختار عريبي، وفي وقت لاحق عبد العزيز بن تيفور. وكانت أول مباراة رسمية مبرمجة للفريق الجزائري في 9 مايو 1958 ضد منتخب المغرب، وانتهت بفوز الجزائري بنتيجة 2-1 (أو 2-0). وبعد يومين انتصر على المنتخب التونسي بنتيجة 6-1، وظهرت مشكلة غياب المدافعين. المشكلة حلت من جهة بقدوم خالدي حمادي، المدافع الجزائري الذي يعيش في تونس، ليلتحق بالمحترفين العشرة، وبتحول قدور بخلوفي إلى مدافع. يغادر الفريق لأول مرة التراب التونسي باتجاه ليبيا في يونيو 1958. ولاحقا في شهر أغسطس، زاد تعداد الفريق بانضمام مجموعة من ستة أعضاء من فرنسا هم بوشاش وسمعان ابرير ومعزوز، والاخوين سوخان وزوبا. وتبعهم حداد ودودو في خريف عام 1958. كان فريق الجبهة بحاجة لتمويل مالي بطبيعة الحال، والذي تحملته جبهة التحرير. لم يكن اللاعبون ميسوري الحال، فرواتبهم لم تكن هامة عدى مصطفى زيتوني ورشيد مخلوفي اللذان لعبا في الدوري الفرنسي الدرجة الأولى برواتب جيدة. في حين أن بقية اللاعبين لم يكونوا مصنفين كعمال ذوي خبرة. لكل لاعب ثوري من المنتخب، سواء أكان أعزب أو متزوج، شقة مؤثثة بمدينة تونس ومبلغ 50 ألف فرنك فرنسي شهريا، وهو ما يفوق رواتبهم السابقة في نواديهم باستثناء مصطفي زيتوني الذي كان راتبه 150 ألف فرنك فرنسي كونه محط نظر النوادي الأوروبية بما فيهم نادي ريال مدريد الإسباني. ومن دون شك، فإن هدف استقلال البلاد هو الدافع الأول لكل أعضاء الفريق وعوائلهم لتقديم التضحيات من أجلها.
بقيت فقط مسألة الانضمام للاتحادات الدولية لكرة القدم. وبالفعل تقدمت جبهة التحرير في مايو 1958 بطلب انضمام إلى الفيفا ولكنها رفضت. وحتى انضمامها إلى الاتحاد الإفريقي (الكاف) لم ينجح لتدخل الاتحاد الفرنسي، الذي هدد أيضا أعضاءه بالعقوبات في حال لعب منتخباتها مع فريق الجبهة.، بنهاية عام 1958، كان فريق الجبهة قد انتهى من جولة في المغرب، كما كان الاتحاد المغربي ممنوع من مقابلة الفريق بأمر من الفيفا. وتجنب رئيس الاتحاد المغربي جيرانه في المغرب العربي. وحتى الاتحاد الإفريقي، ومقره في القاهرة وأول رئيسين له مصريان، لم يقدم أي دعم للفريق أثناء زيارته للقاهرة في يناير 1959. فلم يجرؤ أي فريق على مقابلة فريق الجبهة، ولا حتى فريق ناد أو مدينة. ولم يشذ عن هذه القاعدة سوى تونس وليبيا فكانا البلدان الوحيدان من كل القارة الإفريقية من قدم الدعم، ما نجم عنه تعليق مؤقت للبلد بقرار من الفيفا. وتجدر الإشارة إلى أن اتحادات كرة القدم الوطنية رغم استقلاليتها فإنها تخضع للفيفا ولوائحها. وحسب نايت شلال، فإن جزءا كبيرا من دول أفريقيا كانت لا تزال مرتبطة بالقوى الاستعمارية. أما مصر فكانت تخشى من حدوث مشاكل جديدة هي في غنى عنها خصوصا في أعقاب أزمة السويس سنة 1956. وكذلك الحال بالنسبة إلى سوريا التي كانت متحدة سياسيا مع مصر منذ فبراير 1958 (الجمهورية العربية المتحدة).

### تشكيلة الفريق
| أبو بكر حمادي زيتوني بخلوفي عريبي رواي مخلوفي بن تيفور كرمالي براهيمي بوشوك                                      |
| التشكيلة منتصف 1959 (نادي في 1958)                                                                               |
| دودو زوبا زيتوني م. سوخان بخلوفي أو (دفون) عريبي بن تيفور رواي أو (معوش) كرمالي مخلوفي ع.سوخان أو (وجاني، عمارة) |
| التشكيلة خريف 1959 (نادي في 1958)                                                                                |

من بين ابرز لاعبي كرة القدم المحترفين الذين لعبوا في السنوات الأربع لهذا الفريق: حارس المرمى عبد الرحمن بوبكر (موناكو)، وعبد الرحمن ابرير (السابق اولمبيك مرسيليا) والمدافع مصطفى زيتوني (موناكو)، والمهاجمون عبد العزيز بن طيفور (موناكو)، وسعيد إبراهيمي (تولوز) وعبد الحميد كرمالي (اولمبيك ليون) ومحمد معوش (ستاد ريمس) ورشيد مخلوفي (سانت اتيان) وأحمد وجاني (لانس مع ايبرير ومعوش سنة 1960). وقد سبق أن شارك خمسة منهم في مباريات دولية مع منتخب فرنسا، وهم ايبرير وزيتوني وطيفور وبن إبراهيمي ومخلوفي.
الأعضاء الآخرون في تشكيلة سعيدة عمارة (نادي بيزييه)، مختار العريبي (لنس، ثم مدرب في نادي افينيون)، قدور بخلوفي (موناكو)، علي فداح (انجيه SCO)، شريف بوشاش، حسين بوشاش (كلاهما من نادي لوهافر) عبد الحميد بوشوك (تولوز) ومحمد بوريشة (اولمبيك نيم)، حاسين بورطال (بيزييه)، حاسين شبري (موناكو)، دحمان دفنون (انجيه)، علي دودو (اتحاد عنابة / الجزائر)، وقال حداد (تولوز)، الخالدي حمادي (الملعب التونسي / تونس) وسمعان إبرير (لوهافر)، عبد الكريم كروم نادي تروا، عبد القادر معزوز (نيم)، مقران وليكان (SO مونبلييه)، عمار رواي (انجيه)، عبد الله هدهود يسمى "Settati" (بوردو الفرنسي)، عبد الرحمن سوخان، محمد سوخان (على حد سواء لوهافر) وعبد الحميد زوبة نادي نيور
تشكيلة فريق جبهة التحرير الوطني لم تكتمل حتى منتصف 1959 - أي بعد ما يقرب عن 45 مباراة. التشكيلة الاعتيادية تظهر كما هو مبين المقبل.
ونتيجة لوقوع إصابات ونظرا للجولة المرهقة، حصلت تغييرات لتشكيلة الفريق بمرور الزمن أو تغير التكتيكات. خاصة في رحلة شرق آسيا ما بين أكتوبر إلى ديسمبر 1959، حيث تغير النظام من WM إلى 4-3-3، وعلى خط الدفاعي يتناوب عبد الحميد زوبا وحمادي ومحمد سوخان مركز قلب الدفاع عندما يتركه بوشوك إلى الهجوم. يقوم عبد الرحمن سوخان (الشقيق الصغير لمحمد سوخان) بتعويض إبراهيمي في الهجوم، ودودو علي بدلا عن بوبكر في رعاية المرمى. وقد ساهم وصول لاعبين جدد في إمكانية القيام بتغييرات.
القرارات التكتيكية تكفل بها لمدة أربع سنوات المدرب محمد بومرزاق وناب عنه أحيانا بعض اللاعبين مثل عريبي.
يقول رشيد مخلوفي عن التشكيلة:
| رقم         | الاسم               | تاريخ ميلاد    | الفريق قبل الجبهة          | الفريق بعد الجبهة          |
| حراس المرمى |                     |                |                            |                            |
| -           | عبد الرحمان بوبكر   | 13 مارس 1931   | نادي موناكو                | مولودية الجزائر            |
| -           | علي دودو            | 5 يناير 1927   | إتحاد بون                  | إتحاد عنابة                |
| -           | عبد الرحمان إبرير   | 10 نوفمبر 1919 | أولمبيك مارسيليا           | نهاية مشوار                |
| المدافعون   |                     |                |                            |                            |
| -           | مصطفى زيتوني        | 19 أكتوبر 1928 | نادي موناكو                | رائد القبة                 |
| -           | دحمان دفنون         | 8 مايو 1936    | نادي أنجيه                 | نادي أنجيه                 |
| -           | محمد سوخان          | 12 أكتوبر 1931 | نادي لوهافر                | نادي لوهافر                |
| -           | شريف بوشاش          |                | نادي لوهافر                |                            |
| -           | سماعين إبرير        | 28 فبراير 1933 | نادي لوهافر                | نهاية مشوار                |
| -           | عبد الله سطاطي      |                | جيروندان بوردو             |                            |
| -           | خالدي حمادي         |                | نادي الملعب التونسي        |                            |
| الوسط       |                     |                |                            |                            |
| -           | مختار عريبي         | 24 فبراير 1924 | نادي لانس                  | نهاية مشوار                |
| -           | قدور بخلوفي         | 7 يونيو 1934   | نادي موناكو                | اتحاد بلعباس               |
| -           | سعيد حداد           | 30 أغسطس 1922  | نادي تولوز                 | نهاية مشوار                |
| -           | علي بن فداح         | 10 يناير 1935  | نادي أنجيه                 | نادي أنجيه                 |
| -           | رشيد مخلوفي         | 12 أغسطس 1936  | نادي سانت إتيان            | نادي سيرفيت                |
| -           | محمد بومزراق        | 13 يونيو 1921  | إتحاد لومانس               | نهاية مشوار                |
| -           | بوجمعة بورطال       | 22 أغسطس 1933  | نادي بيزييه                | نهاية مشوار                |
| -           | عمار رواي           | 9 مارس 1932    | نادي أنجيه                 | نادي أنجيه                 |
| -           | حسان شبري           | 25 أبريل 1931  | نادي موناكو                | النادي الرياضي لحمام الأنف |
| -           | عبد العزيز بن تيفور | 25 يوليو 1927  | نادي موناكو                | اتحاد الجزائر              |
| -           | عبد القادر زرار     | 10 يناير 1934  | النادي الرياضي لحمام الأنف |                            |
| المهاجمون   |                     |                |                            |                            |
| -           | عبد الحميد كرمالي   | 24 أبريل 1931  | أولمبيك ليون               | نهاية مشوار                |
| -           | عبد الحميد بوشوك    | 14 أبريل 1927  | نادي تولوز                 | نهاية مشوار                |
| -           | سعيد إبراهيمي       | 14 مارس 1931   | نادي تولوز                 | نهاية مشوار                |
| -           | محمد معوش           | 24 أبريل 1936  | ستاد ريمس                  | نادي مارتينيي (سويسرا)     |
| -           | أحمد أوجاني         | 19 مارس 1937   | نادي لانس                  | نادي لانس                  |
| -           | أمقران وليكان       | 6 أبريل 1933   | نيم أولمبيك                | نادي مولودية الجزائر       |
| -           | عبد الرحمان سوخان   | 13 نوفمبر 1936 | نادي لوهافر                | نادي لوهافر                |
| -           | عبد القادر معزوز    | 6 أغسطس 1932   | نيم أولمبيك                | نادي لو تشو دي فوندز       |
| -           | محمد بوريشة         |                | نيم أولمبيك                |                            |
| -           | عبد الكريم كروم     | 25 مارس 1936   | نادي تروا                  | مولودية سعيدة              |
| -           | حسين بوشاش          | 20 أبريل 1932  | نادي لوهافر                | نادي لوهافر                |
| -           | سعيد عمارة          | 11 مارس 1933   | نادي بيزييه                | جيروندان بوردو             |
| -           | عبد الحميد زوبا     | 8 يونيو 1930   | نادي نيور                  | نادي نيور                  |

### المباريات
| مباريات ضد الفريق الوطني أ | مباريات ضد الفريق الوطني أ | مباريات ضد الفريق الوطني أ |
| التاريخ                    | ضد                         | النتيجة                    |
| -------------------------- | -------------------------- | -------------------------- |
| 3 مايو 1958                | تونس                       | 5-1                        |
| 9 مايو 1958                | المغرب                     | 2-1                        |
| 11 مايو 1958               | تونس                       | 6-1                        |
| مارس 1959                  | تونس                       | 4-0                        |
| 20 مايو 1959               | بلغاريا                    | 3-4                        |
| نوفمبر 1959                | شمال فيتنام                | 5-0                        |
| يناير 1960                 | ليبيا                      | 7-0                        |
| 29 مارس 1961               | يوغوسلافيا                 | 6-1                        |
| أبريل 1961                 | بلغاريا                    | 1-3                        |
| يونيو 1961                 | رومانيا                    | 5-2                        |
| يونيو 1961                 | المجر                      | 2-2                        |

على الرغم من القيود الدولية، واجه فريق جبهة التحرير الوطني خلال السنوات الأربع من وجوده، عدة أندية من مدن أوروبية وآسيوية كثيرة. لعب الفريق أيضا ضد فرق وطنية «أ» أواسط وحتى العسكرية. سافر أعضاء الفريق كثيرا من بلد لآخر لفترات قصيرة للعب مباريات، وفي كل مرة يعود إلى تونس، حيث أقاموا معسكرهم بمباركة من السلطات التونسية.
يمكن تمييز ثلاث جولات رئيسية في مباريات فريق جبهة التحرير الوطني. الأولى، جولة للاعبين في أوروبا الشرقية من مايو إلى يوليو 1959 لعبوا خلالها حوالي العشرين مباراة في بلغاريا ورومانيا والمجر وبولندا والاتحاد السوفيتي وتشيكوسلوفاكيا. ثم أجروا جولة في جنوب شرق آسيا من أكتوبر إلى ديسمبر 1959 تخللتها 11 مباراة في الصين وفيتنام. وختمها بجولة جديدة في أوروبا الشرقية من مارس إلى يونيو 1961، أجرى أثناءها 21 مباراة في يوغوسلافيا وبلغاريا ورومانيا والمجر وتشيكوسلوفاكيا. وكانت جبهة التحرير الوطني تصر دائما أن يعزف النشيد الوطني لكلا البلدين قبل كل مباراة، على الرغم من أن النشيد والعلم الجزائريين كان لا يزالان غير الرسميين.
لعب الجزائريون ضد فرق البلدان التالية: تونس (8 مباريات) وليبيا (8 مباريات) والمغرب (6 مباريات) وبلغاريا (9 مباريات) وتشيكوسلوفاكيا (8 مباريات) ورومانيا (7 مباريات) والمجر (6 مباريات) ويوغوسلافيا (5 مباريات) والاتحاد السوفياتي (5 مباريات) وبولندا (مباراة واحدة) والعراق (6 مباريات) والصين (5 مباريات) وفيتنام (5 مباريات) والأردن (4 مباريات). من بين الدول الأعضاء في حلف وارسو، فقط فريق ألمانيا الشرقية هو الوحيد الذي لم يواجه فريق جبهة التحرير الوطني لأسباب لم تذكرها الكتابات حول الفريق.
حتى ولو لم يلعب الفريق في دياره (أي الجزائر)، إلا أنه حقق نتائج عظيمة ضد فرق ومنتخبات ذات شهرة عالمية، على سبيل المثال، ضد منتخب يوغوسلافيا (6-1)، ومنتخب المجر (6 -2) وحتى المنتخب السوفياتي (6-0). في البلدان التي تتطور فيها كرة القدم، فاز فريق جبهة التحرير الوطني على بعض هذه البلدان بنتائج ثقيلة مثل 11-0 ضد الأردن، و 7-0 ضد العراق و 10-1 ضد فيتنام. عرف الفريق هزيمته الأولى في شهر مايو عام 1959 ضد فريق بلوفديف بوتيف بهدف لصفر، وعرف الهزيمة الأثقل له في نفس العام ضد فريق من مقاطعة صينية بنتيجة خمسة أهداف لواحد. وانقسم اللاعبون حول القيمة الرياضية لعدد كبير من هذه المقابلات، وحتى ان هناك منهم من أبدى عدم الرضا عن النجاحات السهلة، كما ورد عن رشيد مخلوفي:

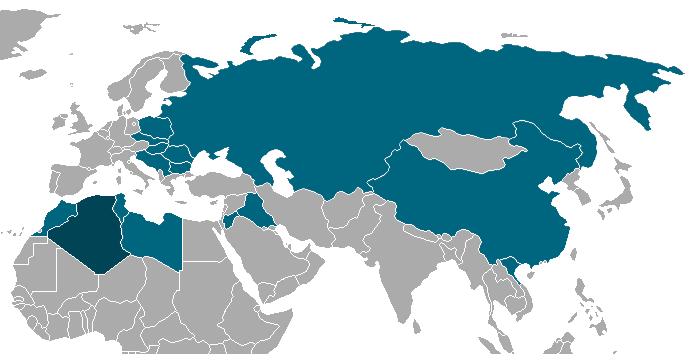
خريطة تبين البلدان التي يتفق فيها فريق جبهة التحرير الوطني لعبت خلال جولته في الجزائر والأزرق الأزرق الداكن.

غياب منتخبات دول الكتلة الشرقية من قائمة الفرق التي واجهها فريق جبهة التحرير، لا يفسر فقط بحظر الفيفا على فريق الجبهة ولكن أيضا بجو الحرب الباردة، حيث تجاوز أي منافسة رياضية للستار الحديدي هو أمر استثنائي. رغم تأسس حركة عدم الانحياز في عام 1961، إلا أن بقاء دولة ما محايدة صعب جدا. وهكذا، من بين الأربعة عشر دولة التي لعب ضدها فريق جبهة التحرير، صوت 12 منهم لصالح استقلال الجزائر في التصويت الجمعية العامة للأمم المتحدة في عام 1958.
العدد الإجمالي للمباريات التي خاضها فريق الجبهة يبقى موضوع اختلاف، ولكن أفضل دليل وهو ذاك الذي يقدمه ميشيل نايت-شلال في كتابه، والذي يعطي نتائج أكثر تفصيلا لمباريات فريق الجبهة التي لعبها ويؤكد أن الفريق لعب 83 مباراة، فاز في 57 منها، تعادل في 14 وخسر الإثني عشر. وخلال هذه الاجتماعات، وسجل 349 هدفا وتلقى 119.
مصادر أخرى تتحدث عن 53 مباراة (39 فوزا و 10 تعادلات و 4 هزائم)، وعن 62 مباراة (47 فوزا و 11 تعادلات و 4 هزائم، 246 أهداف و 66 ضد)، وحتى عن 91 مباراة (65 فوزا و 13 تعادلات و 13 هزيمة، سجل 385 هدفا ودخل مرماه 127 هدفا).
غالبا ما جرت مباريات فريق جبهة التحرير الوطني بشبابيك تذاكر مغلقة، مثل مقابلة يوغوسلافيا التي جرت في ملعب النجمة الحمراء ببلغراد بحضور 80٬000 متفرج (6-1 فوز فريق الجبهة)، أو في بوخارست ضد فريق FC Petrolul Ploieşti (تعادل: 2-2) مع 90٬000 متفرج. هذا ما يساعد في الدعاية المؤيدة لاستقلال الجزائر، ولكن تثبت أيضا أن اللاعبين الجزائريين يمكن أن يقدموا لعبة جميلة جدا.
تفيد بعض المصادر عن وقوع بعض الحوادث. وهكذا، خلال المباراة ضد بولندا، رفضت هذه الأخيرة في البداية رفع علم الجزائر. لم يرغب البولنديون في المخاطرة باستبعاد الفيفا لهم أو تقويض العلاقات مع فرنسا. وأخيرا لعبت المباراة ورفع العلم الجزائري، ولكن بدون احتسبها. وإضافة إلى ذلك، اقترحت بولندا على لاعبي جبهة التحرير الوطني غرفا غير صحية، لكنهم رفضوا وفضلوا البقاء في الفندق. في المقابل، دعت الصين الجزائريين للبقاء ثلاثة أسابيع أطول مما كان مخططا له في نهاية الجولة في الشرق الأقصى. وهذا لتمكين الجزائريين من نقل مهاراتهم للمدربين المحليين في معهد الرياضة الوطني في بكين. في رحلة العودة، وأثناء توقف فريق جبهة التحرير الوطني في ألمانيا، تلقوا دعوة من ممثلي آينتراخت فرانكفورت لحضور مباراة تابعة للأوبرليغا كضيوف شرف. جرت المباراة في 27 ديسمبر بريديرفالدستاديون، وانتهت بفوز فرانكفورت 4-1 أمام كارلسروه.
في 29 يونيو 1962، قرر اتحاد فرنسا لكرة القدم رفع تعليق اللاعبين الجزائريين المحترفين الذين تركوا نواديهم متى وضعوا أنفسهم تحت تصرف النوادي. المباراة الأخيرة للاعبي فريق جبهة التحرير الوطني كانت في عام 1970 في مباراة تكريمية لهم في الجزائر العاصمة، حضرها 20٬000 متفرج، قبل ثلاثة أشهر من وفاة زميلهم السابق والذي أصبح مدربا لفريق كرة القدم الجزائر، عبد العزيز بن طيفور في حادث سيارة.
فيما يلي قائمة مباريات فريق جبهة التحرير الوطني وفقا لدورية «football africain» (كرة القدم الأفريقية)  وفقا نايت شلال:
| جنسية الفريق     | لعب | فاز | تعادل | خسر | سجل | تلقى | الفرق |
| ---------------- | --- | --- | ----- | --- | --- | ---- | ----- |
| بلغاريا          | 6   | 2   | 2     | 2   | 12  | 9    | +3    |
| الصين            | 5   | 4   | 1     | 0   | 18  | 8    | +10   |
| المجر            | 4   | 3   | 1     | 0   | 17  | 11   | +7    |
| العراق           | 6   | 6   | 0     | 0   | 33  | 4    | +29   |
| الأردن           | 3   | 3   | 0     | 0   | 29  | 1    | +28   |
| ليبيا            | 2   | 2   | 0     | 0   | 11  | 0    | +11   |
| المغرب           | 7   | 7   | 0     | 0   | 33  | 7    | +26   |
| شمال فيتنام      | 4   | 4   | 0     | 0   | 27  | 1    | +25   |
| رومانيا          | 4   | 1   | 3     | 0   | 9   | 8    | +1    |
| تشيكوسلوفاكيا    | 4   | 4   | 0     | 0   | 15  | 3    | +12   |
| تونس             | 4   | 4   | 0     | 0   | 26  | 3    | +23   |
| الاتحاد السوفيتي | 4   | 1   | 2     | 1   | 8   | 7    | +1    |
| يوغوسلافيا       | 5   | 3   | 1     | 1   | 17  | 4    | +13   |
| المجموع          | 58  | 44  | 10    | 4   | 246 | 66   | +180  |

| جنسية الفريق     | لعب | فاز | تعادل | خسر | سجل | تلقى | الفرق |
| ---------------- | --- | --- | ----- | --- | --- | ---- | ----- |
| بلغاريا          | 9   | 2   | 4     | 3   | 21  | 16   | +5    |
| المجر            | 6   | 3   | 2     | 1   | 31  | 18   | +13   |
| العراق           | 6   | 6   | 0     | 0   | 34  | 5    | +29   |
| الأردن           | 4   | 4   | 0     | 0   | 34  | 1    | +33   |
| ليبيا            | 8   | 7   | 1     | 0   | 34  | 5    | +29   |
| المغرب           | 6   | 6   | 0     | 0   | 33  | 5    | +28   |
| شمال فيتنام      | 5   | 5   | 0     | 0   | 28  | 2    | +26   |
| بولندا           | 1   | 0   | 1     | 0   | 4   | 4    | 0     |
| رومانيا          | 7   | 2   | 4     | 1   | 21  | 18   | +3    |
| تشيكوسلوفاكيا    | 8   | 6   | 0     | 2   | 34  | 12   | +22   |
| تونس             | 8   | 7   | 1     | 0   | 29  | 4    | +25   |
| الاتحاد السوفيتي | 5   | 2   | 1     | 2   | 14  | 11   | +3    |
| يوغوسلافيا       | 5   | 3   | 1     | 2   | 12  | 12   | 0     |
| المجموع          | 83  | 57  | 14    | 12  | 349 | 119  | +230  |

## بعد الاستقلال
من بين الثلاثين محترف جزائري كان يلعب في فرنسا في عام 1958 والتحق بمجموعة جبهة التحرير الوطني، عاد فقط 13 منهم إلى البطولة الفرنسية في عام 1962، والتحق أغلبهم بنواديهم المحترفة السابقة (في عام 1958) بدون مشاكل. على سبيل المثال، عاد عمار رواي إلى نادي انجيه (SCO Angers)، وسلمته اللجنة التنفيذية شيكا بمستحقاته غير المدفوعة بشهري مارس وأبريل 1958، أو اعتذار جاك شابان دلماس (عمدة بوردو في ذلك الوقت) عن سلوكه للاعب عبد الله سطاطي وقوله بأنه «لم يقم إلا بواجبه» «que fait son devoir» وهذا القول يكاد يتطابق مع كلمة لرئيس نادي انجيه لعمار رواي.
وفيما تخوف البعض من رد فعل الجمهور اتجاه اللاعبين، ولكن ردة فعل المشجعين كانت ممتازة. على سبيل المثال، في ملعب جوفروا كيشار، حدث صمت عظيم عندما لمس رشيد مخلوفي كرته الأولى ثم انفجر الجمهور فرحا، جلب مخلوفي السعادة للأخضر لمدة ستة مواسم أخرى. الجملة الشهيرة للرئيس الفرنسي شارل ديغول «فرنسا، هي أنتم..» (بالفرنسية: La France, c'est vous !) التي قيلت له بعد زوجيته في المباراة النهائية لكأس فرنسا عام 1968 محفورة في الذكريات.; ولأن لاعبي فريق جبهة التحرير الوطني حققوا أياما جميلة لأنديتهم، فإن رد فعل الأنصار ورؤساء النوادي كان إيجابي نحوهم. أما لاعبين آخرين مثل حداد وكرمالي أو الإبراهيمي فوضعوا حد لحياتهم كلاعبين.
اختير ثمانية لاعبين من فريق جبهة التحرير الوطني في منتخب الجزائر لكرة القدم الجديد المشكل في:
- 28 فبراير 1963: 4-0 ضد  تشيكوسلوفاكيا:[83] عمارة بوبكر، دفنون، مخلوفي، وجاني، ع. سوخان، م. سوخان؛
- 1 يناير 1964: 2-0 ضد  ألمانيا:[84] عمارة بوبكر، مخلوفي، وجاني، ع. سوخان، زيتوني؛
- 4 نوفمبر 1964: 2-2 ضد  الاتحاد السوفيتي:[85] بوبكر، دفنون، مخلوفي، وجاني، ع. سوخان، م. سوخان، زيتوني؛
- 17 يونيو 1965 : 0-3 ضد  البرازيل:[86] دفنون، مخلوفي، وجاني، ع. سوخان.

تقاعد رشيد مخلوفي دوليا في عام 1968، وأشرف عدة مرات على تدريب منتخب الجزائر خلال سبعينيات وثمانيات القرن العشرين إلى جانب ترؤسه لفترة وجيزة من اتحاد كرة القدم الجزائري في عام 1988. وخلال مشاركة المنتخب الجزائري كأس العالم لكرة القدم 1982، رافق فريقه على مقعد البدلاء وعاش مع المدرب محي الدين خالف مباراة العار. المباراة التي شهدت تآمر ألمانيا والنمسا لسد الطريق في وجه تأهل الجزائر إلى الدور الثاني وتأهل الإثنين معا.
كما درب عدد من لاعبي فريق جبهة التحرير الوطني السابقين منتخب الجزائر أمثال: عمارة وبن طيفور، وع.إبرير وكرمالي ومعوش وكان عبد الحميد زوبا آخرهم في تدريب منتخب الجزائر لكرة القدم في عام 2003.
ميشيل هيدالغو (اللاعب السابق لنادي موناكو عام 1958 والمدرب الفرنسي) أعرب عن أسفه لانضمام اللاعبين الجزائريين إلى فريق جبهة التحرير الوطني وتركهم أنديتهم في نهاية موسم الحالي حاسمة للبطولة، بعد رحيل خمسة لاعبين من موناكو تلبية لدعوة جبهة التحرير الوطني، على الرغم من أنه يعتبر بن طيفور وزيتوني وبوبكر كأصدقائه. على الموقع الرسمي لنادي موناكو، يمكن لمس الحنين للاعبين الجزائريين المنضمين لجبهة التحرير الوطني:

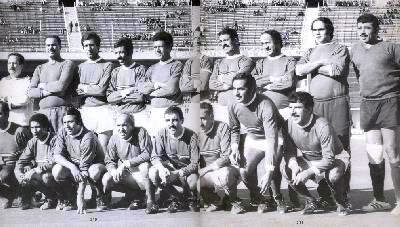
فريق جبهة التحرير في مباراة تكريمية له سنة 1974 بملعب 5 جويلية
الأسماء من اليمين إلى اليسار:
الواقفون: بوبكر - وجاني -بوريشة - م سوخان - زيتوني - عمارة - رواي - زوبا - دودو - سلامي
الجالسون: وليكان - مخلوفي - كرمالي - ع سوخان - بوشوك - بن فداح - كروم - معزوز

## الإشادة بدور الفريق
نظرا لما حققه الفريق من نتائج باهرة رغم ظروف تكونه وعمله، فإنه تمكن من جلب الانتباه العالمي إليه وساهم بالتعريف بالقضية الجزائرية. حتى أن فرحات عباس قال عنه: «هذا الفريق أكسب الثورة الجزائرية عشر سنوات».
منذ عام 1962، تكرر مرارا الإشادة بدور فريق جبهة التحرير الوطني في الاستقلال الجزائر. فقد أكد أحمد بن بلة أول رئيس للجزائر وأحد مؤسسي جبهة التحرير الوطني (والذي سبق له أن لعب لفترة وجيزة في أولمبي مرسيليا في عام 1940)، مرارا وتكرارا في كلماته أهمية «فريق الاستقلال».
إحياء الذكرى السنوية الخمسين لتأسيس الفريق (منتصف أبريل 2008) أثر في مشاعر الجزائريين تأثيرا كبيرا. فقد بث التلفزيون الجزائري برامج خاصة تكريما للاعبين السابقين. في أحد البرامج، قال الرئيس الجزائري عبد العزيز بوتفليقة:
في إطار هذه الاحتفالات بالذكرى الخمسين، أصدر البريد الجزائري بطاقة بريدية خاصة بهذه المناسبة. كما صدر بهذه المناسبة في المكتبات، كتابين (نايت-شلال وعبد الرحيم) (انظر المراجع). وكان من المنتظر حضور رئيس فيفا لهذه الاحتفالات، بدعوة شخصية من رشيد مخلوفي، لولا اكتظاظ أجندته الأمر الذي منعه من التنقل إلى الجزائر.

## معرض صور

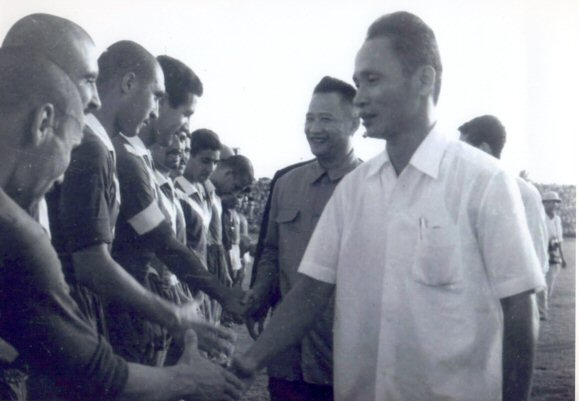
خلال المباراة مع منتخب فيتنام
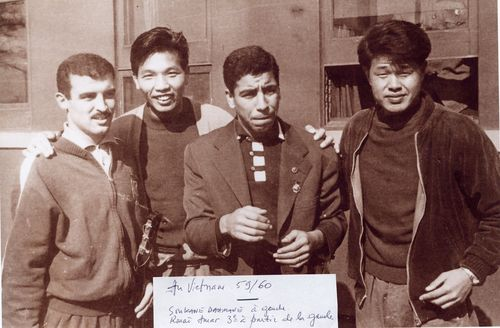
في فيتنام
طابع بريدي بمناسبة 50 سنة من تأسيس الفريق
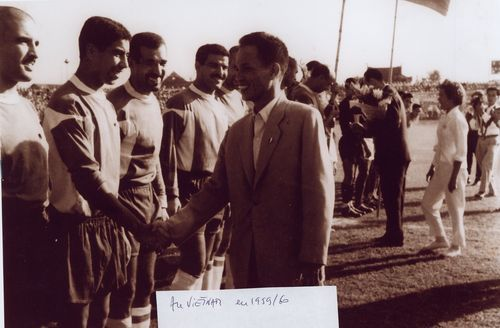
مصافحة اللاعبين قبل بداية مقابلة في فيتنام
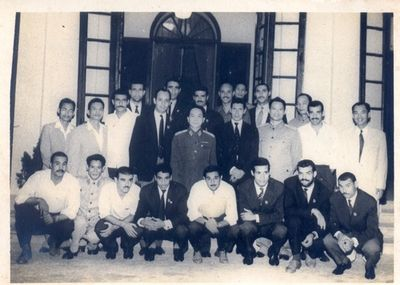
صورة تذكارية للفريق أثناء زيارة لفيتنام سنة 1958

## طالع أيضًا

### مقالات ذات صلة
- منتخب الجزائر لكرة القدم

### وصلات خارجية
- تأسيس فريق جبهة التحرير الوطني - موقع وزارة المجاهدين الجزائرية
- (بالفرنسية) L’Equipe du FLN : les joueurs témoignent de leur combat pour l’indépendance شهادات للاعبين عن كفاحهم من أجل الاستقلال.
- FLN 1958-1962 على يوتيوب- وثائقي الحلقة 4: دور اللاعب الجزائري في الثورة التحررية.
- شهادات لاعبين قدماء فريق جبهة التحرير[وصلة مكسورة] - موقع البوابة الرسمية لخمسينية استقلال الجزائر.